# Andrej Medardovics Zajoncskovszkij
Andrej Medardovics Zajoncskovszkij (oroszul: Андре́й Меда́рдович Зайончко́вский, 1862. december 20. – Moszkva, 1926. március 26.) orosz gyalogsági tábornok, a Vörös Hadsereg hadiakadémiájának professzora, hadtörténész.

## Élete
1888-ban végezte el a vezérkari akadémiát, különféle parancsnoki és törzsi beosztásban szolgált. Az orosz–japán háborúban 85. viborgi gyalogezred-, majd a 2. dandár 3. szibériai hadosztályának parancsnoka volt. Az első világháború elején a Délnyugati Front állományában a 18. hadtest 37. gyaloghadosztályát, később a 30. hadtestet irányította. 1916-ban Románia belépését követően a tábornok egy önálló hadtesttel Dobrudzsa térségében harcolt a bolgárok ellen.
1917-ben az októberi forradalom után belépett a Vörös Hadseregbe. 1919 nyarán a 13. hadsereg törzsfőnökeként a Déli Fronton eredményesen harcolt Gyenyikin fehérgárdistái ellen.
A polgárháború befejezése után a Munkás-paraszt Vörös Hadsereg hadiakadémiájának professzora volt, több hadtörténeti munkát publikált.

## Művei
- Szevasztopol védelme. A védők hőstettei (1898)
- Az 1853-1856. évi keleti háború (1908-1903)
- Az 1914-1918-as világháború (1924)

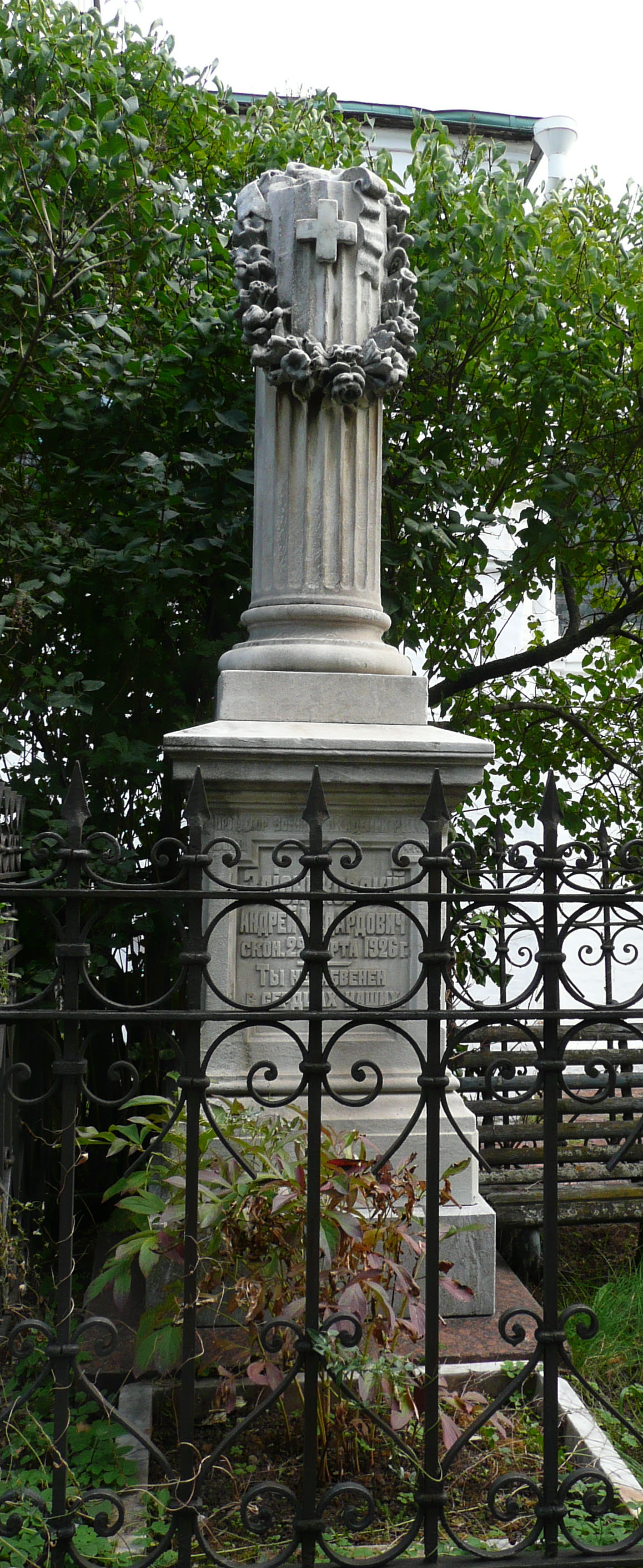
Zajoncskovszkij sírja a Novogyevicsij-kolostorban

## Kitüntetései
- Szent Szaniszló Rend 3. fokozat (1889)
- Szent Anna Rend 3. fokozat (1892)
- Szent Szaniszló Rend 2. fokozat (1894)
- Szent Anna Rend 2. fokozat (1897
- Szent Vlagyimir Rend 4. fokozat(1901)
- Szent Vlagyimir rend 3. fokozat (1904. 05. 10)
- Szent Szaniszló Rend 1. fokozat karddal (1905)
- Szent Vlagyimir Rend 3. fokozat karddal (1905)
- Arany Bátorsági Kard (1906)
- Szent Anna Rend 1. fokozat (1909. 12. 06.)

### Külföldi
- Román: A Korona Rend Parancsnoki Keresztje (1899)
- Bolgár: Szent Alexander Rend 3. fokozat (1899)
- Olasz: Parancsnoki Kereszt (1903)

## Értékelése
„Örültem, mivel régóta ismertem és kiváló, okos tábornoknak tartottam Zajoncskovszkijt. Rengeteg ellensége volt, különösen vezérkari tiszttársai körében. Noha a vezérkari tisztek általában támogatták és gátlástalanul segítették egymást a ranglétrán, Zajoncskovszkij e tekintetben kivétel volt. Ritkán láttam, hogy úgy támadtak volna valakit, mint őt. Szerintem ennek az a magyarázata, hogy észjárását tekintve csípős, haragos ember volt, gyakran kimutatta mérgét, és epés megjegyzései ugyancsak bosszantották vezérkari tiszttársait. A jelleméhez hozzátehetem, igen ügyes ember volt, nem hagyta, hogy a tyúkszemére hágjanak, s emellett értett hozzá, hogy a jó oldalát mutassa. Ami engem illet, nagyon becsültem, hibái ellenére egyik legjobb katonai vezetőnknek tartottam. De kinek nincsenek hibái? Erényei jóval többet nyomtak a latban.” (Alekszej Alekszejevics Bruszilov: A cár árnyékában, 162. oldal)